# Walter Reuther
Walter Reuther, né le 1er septembre 1907 à Wheeling et mort le 9 mai 1970 à Pellston, est un syndicaliste américain. 

## Biographie
Il est le président des Travailleurs unis de l'automobile de 1946 à 1970 et celui du Congrès des organisations industrielles (CIO) de 1952 à 1955. Il contribue à la fusion du CIO avec la Fédération américaine du travail (AFL) au sein de l'AFL-CIO, dont il est vice-président de 1955 à 1968.
Il incarne la gauche syndicale, mais aussi politique au sein du Parti démocrate. Il milita pour un protectionnisme plus fort par rapport aux importations européennes de véhicules. Il trouve la mort dans un accident d'avion avec son épouse en 1970.

## Culture populaire
En 2016, Spencer Garrett l'incarne dans le téléfilm All the Way de Jay Roach.